# Ranixalidae
Ranixalidae — древнее семейство бесхвостых земноводных, эндемичных для центральной и южной Индии (особенно — Западных Гат). Ранее классифицировалось как подсемейство Ranixalinae семейства Ranidae. Большинство  видов были обнаружены в последние годы, и возможно количество открытых видов будет и далее увеличиваться.

## Описание
Зрачки овальные, кожа бородавчатая. Имеют срединно-язычный бугорок. Наблюдается половой диморфизм: самки, как правило, крупнее самцов. Фаланги пальцев Y-образные с дисками-присосками. Живут на суше в лесной подстилке или около ручьёв в тропических лесах. Многие виды наиболее активны ночью.

## Классификация
На октябрь 2018 года в семейство включают 2 рода и 17 видов:
- Indirana Laurent, 1986 (14 видов)

- Walkerana Dahanukar et al., 2016 (3 вида)

- Walkerana diplosticta (Günther, 1876)
- Walkerana leptodactyla (Boulenger, 1882)
- Walkerana phrynoderma (Boulenger, 1882)

## Галерея

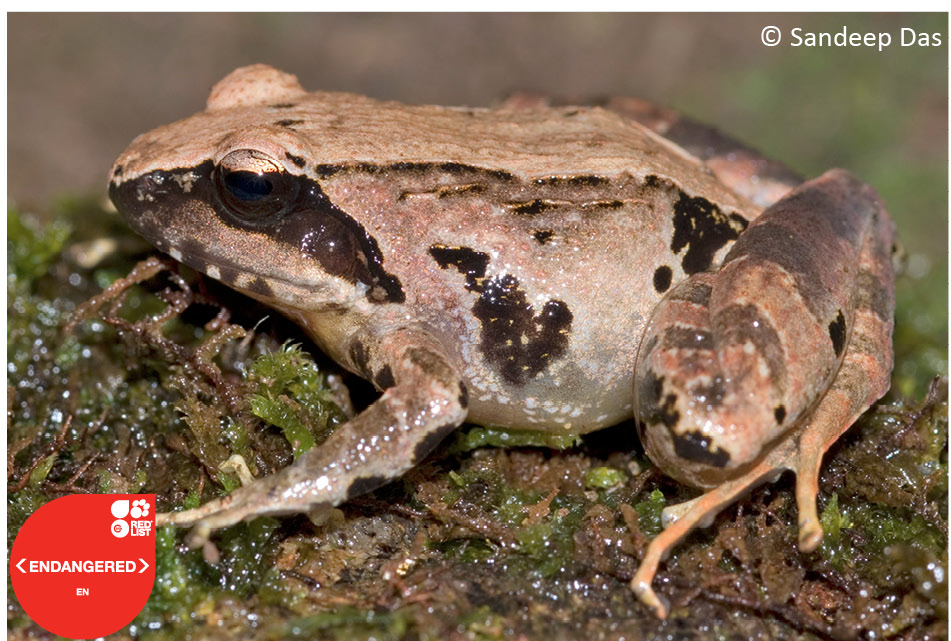
Walkerana diplosticta
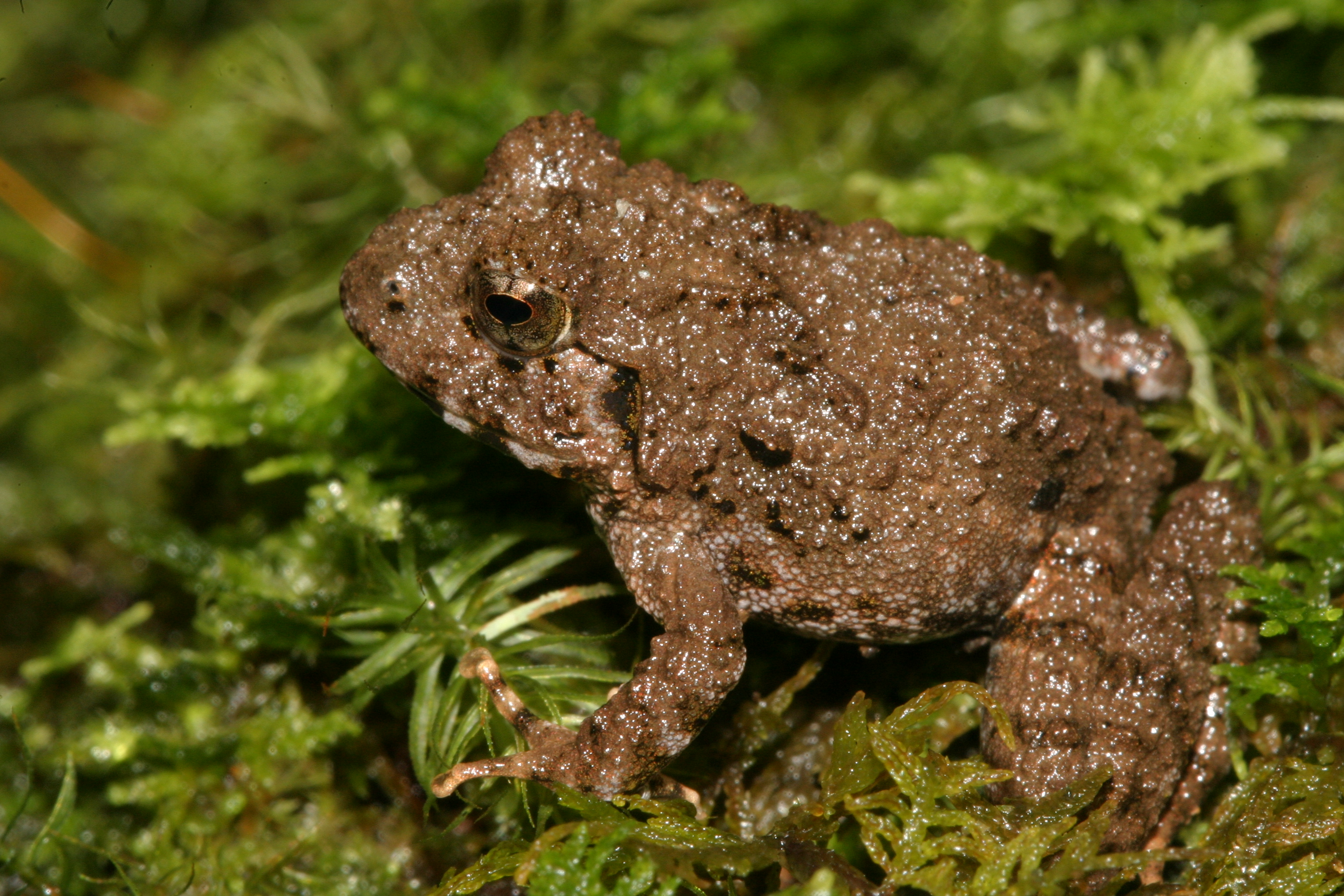
Walkerana phrynoderma
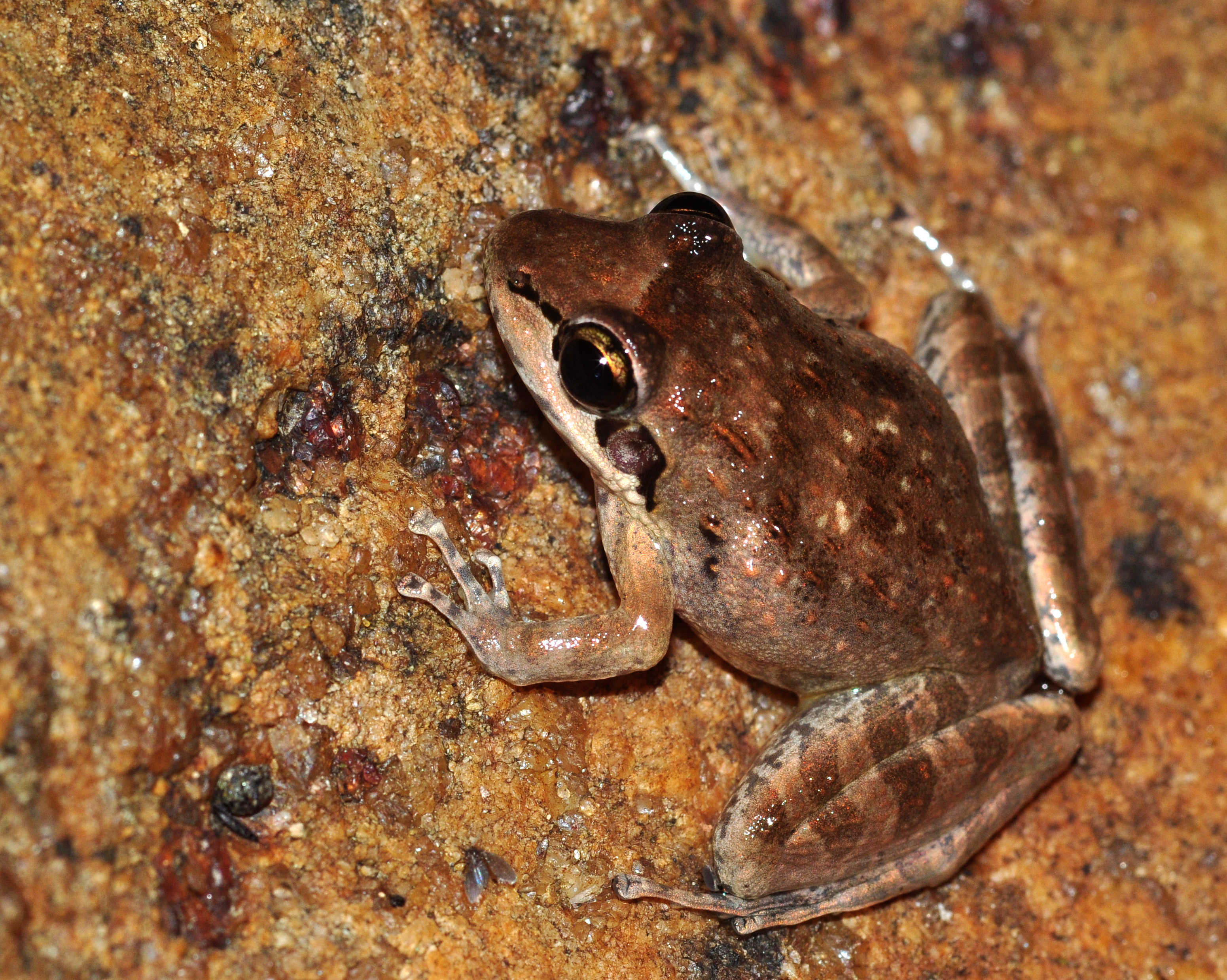
Indirana beddomii
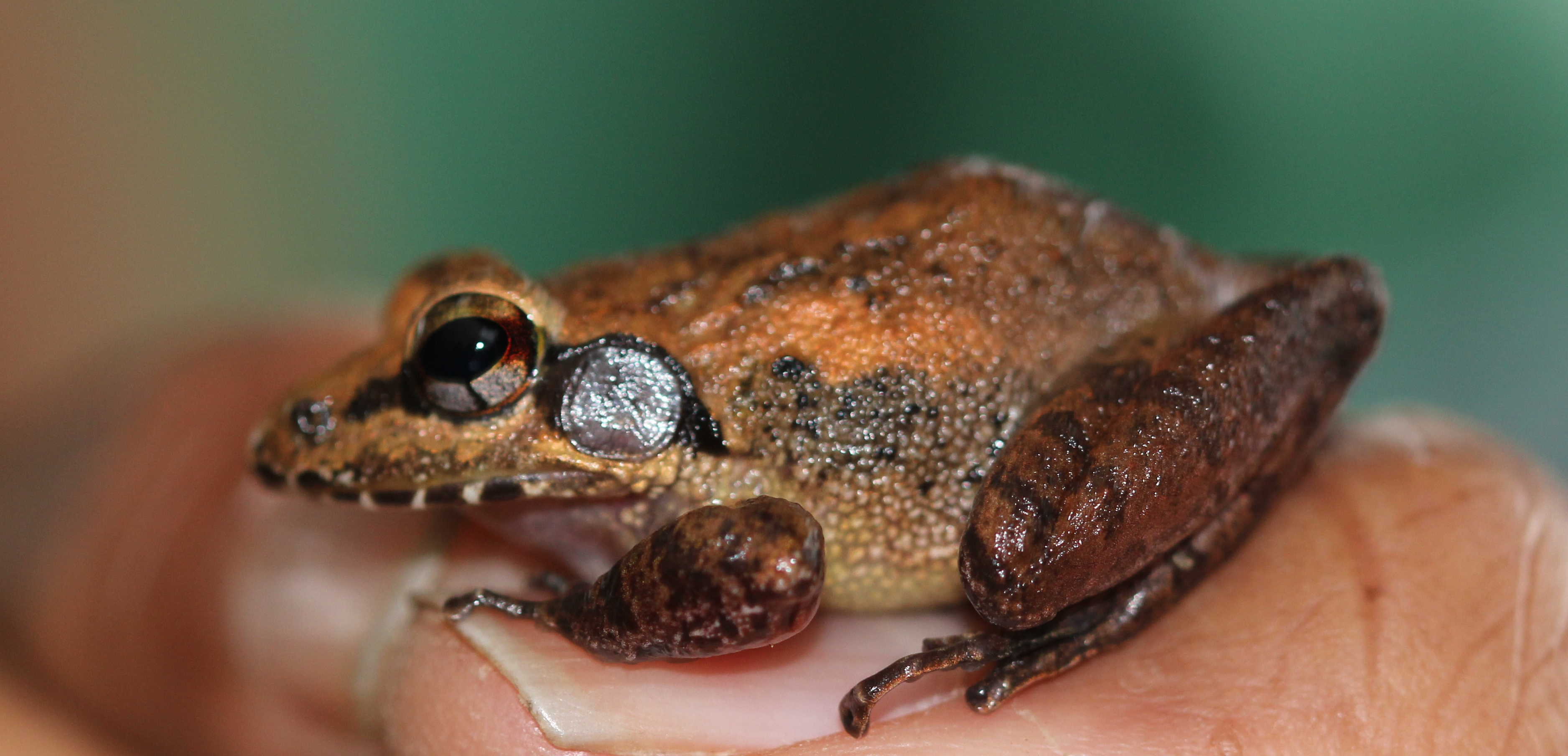
Indirana semipalmata